# Plexiopsis
Plexiopsis is een geslacht van insecten uit de familie van de echte vliegen (Muscidae), die tot de orde tweevleugeligen (Diptera) behoort.

## Soorten
- P. insolens Huckett, 1966